# Maruša Černjul
Maruša Černjul (* 30. Juni 1992 in Celje) ist eine ehemalige slowenische Leichtathletin, die sich auf den Hochsprung spezialisiert hat.

## Sportliche Laufbahn
Erste internationale Erfahrungen sammelte Maruša Černjul im Jahr 2009, als sie bei den Jugendweltmeisterschaften in Brixen mit übersprungenen 1,70 m in der Qualifikationsrunde ausschied. Anschließend gelangte sie beim Europäischen Olympischen Jugendfestival (EYOF) in Tampere mit derselben Höhe auf Rang zehn. Im Jahr darauf schied sie bei den Juniorenweltmeisterschaften in Moncton mit 1,78 m in der Vorrunde aus und auch bei den Junioreneuropameisterschaften 2011 in Tallinn verpasste sie mit 1,80 m den Finaleinzug. Zudem begann sie im selben Jahr ein Studium an der University of Nebraska–Lincoln in den Vereinigten Staaten. 2016 gelangte sie bei den Europameisterschaften in Amsterdam mit 1,89 m auf den neunten Platz und anschließend nahm sie an den Olympischen Sommerspielen in Rio de Janeiro teil und schied dort mit 1,92 m in der Qualifikationsrunde aus. Im Jahr darauf siegte sie mit 1,86 m bei den Balkan-Hallenmeisterschaften in Belgrad und anschließend verpasste sie bei den Halleneuropameisterschaften ebendort mit derselben Höhe den Finaleinzug. Im August schied sie bei den Weltmeisterschaften in London mit 1,89 m in der Vorrunde aus. 2019 belegte sie bei den Halleneuropameisterschaften in Glasgow mit 1,91 m den zehnten Platz und Ende September schied sie bei den Weltmeisterschaften in Doha mit 1,89 m in der Qualifikationsrunde aus. 2021 gelangte sie bei den Balkan-Meisterschaften in Smederevo mit 1,82 m auf den neunten Platz und beendete daraufhin ihre aktive sportliche Karriere im Alter von 29 Jahren. 
In den Jahren 2009 und 2011 sowie 2015, 2016 und 2019 wurde Černjul slowenische Meisterin im Hochsprung im Freien sowie 2020 in der Halle.